# 秀吉~戰國異聞~
《秀吉~戰國異聞~》是田中可奈子創作的日本漫画作品。
依據標題、是以豐臣秀吉為主角的歷史漫画。從《週刊YOUNG JUMP》（集英社）的增刊号《月刊漫革》53号（2006年）開始連載到2008年《漫革》後身的《月刊YOUNG JUMP》最終号（2010年9月号）。發行單行本全7集。

## 概要
描述農民出身到成為關白的豐臣秀吉的故事並且加入作者本人的獨特史觀。對武士反感的木下藤吉郎因為桶狹間之戰而成為織田信長的小跟班，並且藉著他的本事一步步爬升而終於出人頭地。

## 登場人物

### 織田軍
木下藤吉郎（きのした とうきちろう）
本編主角。由於在熱田神社看到阿市的美、為了她而在桶狹間之戰加入織田軍。
和史實一樣身材矮小卻有結實的肌肉。不過作品中並不強、基本上也不靠力氣獲勝、反而是透過機運和智慧來突破難關。由於是個農民、所以對於武士或只靠蠻力的人相當反感。不過權力慾很強、為了保護自己和出頭，就算要相當謙卑也在所不惜、不過也因此經常為了自己的自尊心受辱而留下淚來。一直貫徹著冷酷的態度、但因為本性善良而多次有保護弱者的表現。
由於竹中半兵衛成為他的部下並由他策畫作戰，使他漸漸的出頭，但在私生活中有著寧寧的執著和阿市的結婚後反而在她面前殺掉她的孩子、使阿市發狂，而步上無法說是幸福的道路。之後由於信長和近衛的對立、結果使信長遭到近衛和光秀的暗殺。最後和明智光秀的戰鬥中親自打倒光秀，並且讓自暴自棄的光秀逃走
被叫作「猿冠者」的巨大猿猴的「鬼神」附身、當他充滿氣勢時、背後會出現巨大的猿猴。另外透過近衛前久而教他操控「鬼神」的方式。
織田信長（おだ のぶなが）
藤吉郎的主公。喜歡南蠻風的服裝、作中經常穿著有披風的服裝、戴著西洋帽子的打扮出現。感情起伏相當激烈、是個難以取悅的男人。很喜愛藤吉郎的才能、而會用接近虐待的方式來表現他的友好、但反而讓秀吉對他恨之入骨。本人曰「因為愛惜他而虐待他」。父親死後、在曾被母親和弟弟背叛過的他，和唯一待在他身旁妹妹阿市有著肉體關係、因此對她有強烈的執著。
有一度，被朝倉義景所攜帶的武器中的刀型鬼神貫穿心臟而死，那時内心世界中和附身於自己身上叫作「天魔」或撒旦的半人半山羊、像是巴風特的「鬼神」相遇，於是和他訂定要守護住讓這位自然神（鬼神）住的舒適的日本的契約並且還宣佈要讓全世界都像日本一樣被祂所管制。因此得到他的予許而取得天魔之力，以「第六“天魔”王 織田信長」身分復活、這時對母親的不滿也跟著捨棄掉。在阿市回來後還策畫要對朝庭謀反，但一方面因為對阿市的偏愛而不顧歸蝶，結果讓對於嫁給信長而對歸蝶的婚姻不滿的光秀，再次挑起她的憤怒而決定叛變。結果和假裝投降而接近本能寺的近衛一起聯手，而對於會操作鬼神的近衛，信長則是被撒旦拒絕和他合作，於是只能用自己的力量反抗而戰死。遺体則被近衛親手埋在御所庭園裡而成為日本国安寧的基礎。
歸蝶（きちょう）
信長的正室。本作中以另一個名稱歸蝶登場。勸告信長對被他看上的人太過苛責會引來災害。但在阿市回來後，由於信長只顧著阿市而讓她獨守空閨、於是和成為織田家臣的光秀發生關係
阿市（おいちのかた）
信長的妹妹。和淺井長政政治結婚。讓藤吉郎一見鍾情的人、實際上也是讓藤吉郎加入織田家的人物。然後信長對她非常喜愛、在聽到有人利用神之名來侮辱阿市（藤吉郎所為）後，相當憤怒還說出找到這個人後要將他「殺千刀」。
寧寧
阿市的侍女、暗戀信長但被藤吉郎所救、不管他身分的卑微、而看到藤吉郎未來的可能性而和他結婚並且懷孕，但在看到老公和竹中半兵衛外遇後，大受打擊而從崖上掉下來身受重傷、並且醫生告知藤吉郎只能救寧寧或孩子，而他不加思索的選擇救了寧寧而打掉胎兒。讓寧寧因此記恨於心而離家出走並且和孫市相遇而產生關係，最後也再次見到藤吉郎。
竹中半兵衛（たけなか はんべえ）
戰国最強軍師，率領「まつろわぬ者」來反抗信長。不過她卻愛上了藤吉郎的人品而加入織田軍。並且由她和「まつろわぬ者」的建築技術使藤吉郎能蓋好墨俣一夜城。
另外和史實不同的是，裡面的竹中是位女性。對藤吉郎以外的人都會穿盔甲來隱藏身份。和藤吉郎是愛人關係、不過這件事也讓藤吉郎和寧寧關係生變的原因。之後得病而在秀吉懷中過世
松永久秀（まつなが ひさひで）
被稱為戰国梟雄而讓人恐懼的老人。過去和信長敵對、但卻被藤吉郎打敗。因此讓他雖然是個老奸巨滑的人卻對藤吉郎開朗積極的個性感到佩服而成為他的部下。個性怪異不相信任何人、只有叫作沖胡桃的貓頭鷹型的鬼神是他最信頼的朋友。另外擁有「鳥之王」而能和沖胡桃聯繫並且操控鳥群。之後為了幫助反對征服上杉家而陷入危險的藤吉郎，於是叛變。本人並且以史實般自爆而死。

### 淺井・朝倉軍
淺井長政（あざい ながまさ）
割據近江一方的武降。和阿市政治結婚、並且夾在有姻親關戲的織田家和歷代都是同盟關係的朝倉家之間而感到苦惱，最後決定背叛信長。
朝倉義景（あさくら よしかげ）
越前的戰国武將。擅於經營領土、在信長侵略前，讓近江達到看不出來有戰亂的和平狀態。不久為了和以近江為目標的信長一戰、而和淺井長政連手企圖要打倒信長。作者評價他是讓信長最感到棘手的人之一。其鬼神是有著眼口鼻的刀型鬼神，平常則是以普通的武器攜帶著
間柄十郎左衛門（まがら じゅうろうざえもん）
近江的猛者。有著巨大的身軀、穿著像是烏賊的盔甲。
表面上是淺井的武將，實際上是朝倉義景送進去的內奸，盔甲下的淺井家紋則覆蓋著朝倉的家紋。攜帶著朝倉的刀型鬼神而因此得到無敵的實力。

### 其他人
雜賀孫市（さいか まごいち）
紀州雜賀黨的傭兵。用槍如神、就算是濃霧中也能打中目標。雖然被商人雇用而讓秀吉陷入苦戰、但在戰後和秀吉成為好友。不過之後，在知道和他同行且發生關係的女子是藤吉郎之妻‧寧寧後而感到苦惱。
近衛前久（このえ さきひさ）
朝廷的關白也是一位優秀的政治家。操控代代相傳叫作玉藻的「鬼神」、而玉藻也使用從祖先鎌足那邊繼承的大鎌刀。過去為了終結亂世而被派到各地的有力大名之下、時常賭上性命來和他們交涉。以前為了使信長成為天下人而奔走著，接下來則是看中了秀吉。並藉由他的利嘴而使足利義昭下命組成信長包圍網而一度讓信長陷入困境，不過由於他為了目的不擇手段的性格，最終帶來災害，於是在秀吉的陰謀下讓他和信長敵對並且為了保護朝庭不被信長危害，而接受了沒有權利的太政大臣之位並且在不得已之下逃到九州。之後出現在本能寺並且假裝投降而暗殺了信長
教導不曉得自己被「鬼神」附身的藤吉郎如何操控它的方法。
千利休（せんのりきゅう）
出現在和松永秀久一起上洛的藤吉郎面前。和近衛前久合作的堺商人。過去在出海時遇到海難而見到古代琉球貴族靈魂集合體的鬼神並且得到他們的認可而一起行動。
過去被美麗的瓷器拯救他的心靈因此厭惡彼此鬥爭的武士、想要創造出一個讓日本的任何人都能碰到像是拯救他心靈的瓷器般美麗的事物的美麗世界。
由於自己的鬼神是個烏龜而個性沉穩不喜歡爭鬥，但被藤吉郎攻擊時有表現出憤怒的一面。在水中時擅於操縱水來進行攻防，但被藤吉郎利用機會而受到猿冠者的攻擊而負傷。